# Сільєруело-де-Сан-Мамес
Сільєруело-де-Сан-Мамес (ісп. Cilleruelo de San Mamés) — муніципалітет в Іспанії, у складі автономної спільноти Кастилія-і-Леон, у провінції Сеговія. Населення — 42 особи (2010).
Муніципалітет розташований на відстані близько 110 км на північ від Мадрида, 70 км на північний схід від Сеговії.

## Демографія
Динаміка населення (INE ):